# Kállay Miklós (író)
Nagykállói Kállay Miklós (Eger, 1885. október 7. – Balatonfüred, 1955. december 24.) író, műfordító, kritikus, lapszerkesztő. Kálnoky László költő nagybátyja.

## Életútja
A nagykállói Kállay család leszármazottjaként, Kállay Árpád és Répassy Hajnalka gyermekeként született. Szülővárosában érettségizett, és ott kezdte pályafutását.
1914–1917 között a szabadelvű Egri Újságot szerkesztette. Budapestre kerülve 1917-től az Alkotmány, majd 1920-tól a Nemzeti Újság színikritikusa volt. 1928–1931-ben a Nemzeti Szalon társszerkesztőjeként dolgozott Surányi Miklóssal. Tormay Cécile halála után, 1937–1940 között a Napkelet irodalmi folyóiratot szerkesztette, 1940 és 1944 között a Híd című hetilap felelős szerkesztője volt. Íróként és kritikusként a konzervatív irányt képviselte; regényeiben, színműveiben történelmi témákat dolgozott fel. Több darabját a Nemzeti Színház is bemutatta. Kállay fejezte be az írónő halála után Tormay Cécile Az ősi küldött című regénytrilógiájának harmadik részét, A fehér barátot.
Munkatársa volt a Magyar színművészeti lexikonnak. 1937-ben drámaírói munkásságáért a Petőfi Társaság Madách-nagydíjjal tüntette ki. Tagja volt a lengyel–magyar kapcsolatok ápolását célul tűző Magyar Mickiewicz Társaságnak.
Műfordításai is értékesek: Jean Racine, Edmond Rostand, Rainer Maria Rilke, Hugo von Hofmannsthal művei mellett magyarra fordította Az Ezeregyéjszaka meséi című mesegyűjteményt és a Nils Holgersson csodálatos utazása című gyermekregényt.
1919-ben Budapesten vette feleségül Dudasics Borbálát az akkori IV. kerületben, a Belvárosban. Életének utolsó éveit kitelepítve Balatonfüreden töltötte. 1953-ban módja lett volna visszatérnie korábbi lakhelyére, de nem élt a lehetőséggel. A halotti anyakönyvi kivonat szerint szívkoszorúér trombózisban hunyt el. Mellképével díszített síremléke a balatonfüredi katolikus temetőben áll.

## Művei
Verseskötetei
- Versek (1904)
- Dobó István kora (1907)

Regényei
- Trón a várhegyen. Angliai Erzsébet uralkodásának regényes krónikája (1933)
- Magóg fiai (1938)
- Báthory István (1939)
- A murányi amazon (1940)

Drámái
- Az aranytükör (1912)
- Tűz a gyárban (1914)
- A liliomos királyfi (Szent István Társulat, 1930)
- A roninok kincse (1936)
- Godiva (1938)
- Rontó Pál (Singer és Wolfner, 1939)

Egyéb művei
- A magyar irodalom története (1929)
- A legújabb líra a világirodalomban (A Magyar Szemle Társasága, 1931)
- A pápa és a Vatikán (1935)
- Az irodalom (1938)

Műfordításai
- Balzac, Honoré de: Szétfoszlott álmok (Táltos, 1920)
- Bourget, Paul: Nagyvilági dráma (Pantheon, 1922)
- Constantin-Weyer, Maurice: Egy férfi a multjára borul (Genius, ?)
- D'Ors, Eugenio: Ferdinánd és Izabella (Szent István Társulat, 1947)
- Farrére, Claude: Az örök élet háza (Tevan, 1918)
- Flaubert, Gustave: Szent Antal megkísértetése (Genius, 1923)
- Gèraldy, Paul – Spitzer, Robert: Ha akarnám! (1925)
- Harry, Myriam: Kleopátra szerelmi élete (Genius, 192?)
- Hofmannsthal, Hugo von: Akárki. Játék a gazdag ember haláláról (Genius, 1924)
- Hugo, Victor: 1793 (Révai Testvérek, 1919)
- Ibanez, Vicente Blasco: A meztelen asszony (Athenaeum, ?)
- Jammes, Francis: Három különös leány (Genius, 1925)
- Jammes, Francis: A Nyúl regénye (Révai, 1944)
- Lagerlöf, Selma: Csodálatos utazás (Athenaeum, 1948)
- Leblanc, Maurice: A zöldszemű hölgy. Arsène Lupen újabb kalandjai (Világirodalom, 192?)
- Macartney, C. A.: Magyarország (Révai, ?)
- Malraux, André: Emberi sorsok (Cserépfalvi, 1934)
- Musset, Alfred de: Vallomás (Genius, 1921)
- Müller, Hans: Tüzek (1922)
- Paléologue, Maurice: II. Sándor tragikus regénye (Genius, 1928)
- Papini, Giovanni: Az én Itáliám (Athenaeum, 1940)
- Plivier, Theodor: Sztalingrád (Athenaeum, 1945)
- Raynal, Paul: A férfi szíve (Színházi Élet Rt., 1928)
- Reboux, Paul: Madame du Barry szerelmi élete (Genius, ?)
- Rilke, Rainer Maria: Hogyan szeretett és halt meg Rilke Kristóf kornétás (Tevan, 1917)
- Rilke, Rainer Maria: Imádságos könyv (Genius, 1921)
- Rolland, Romain: A Szerelem és Halál játéka (Genius, 1925)
- Rostand, Edmond: Don Juan utolsó éjszakája (Genius, 1921)

## Online hozzáférhető művei
- Kosztolányi Dezső, a forma misztikusa (portré)  Archiválva 2023. szeptember 26-i dátummal a Wayback Machine-ben
- A ködlovag árnyba merül (nekrológ)
- Körutazás könyvországban (könyvismertető)
- Színház és szabadtér (tanulmány)  Archiválva 2016. március 4-i dátummal a Wayback Machine-ben
- Szirmai Károly: Ködben (könyvismertető)
- Üzenet a végekre (vers)

## Díjak, elismerések
- Madách-nagydíj (1937)